# 十月區 (庫爾斯克州)

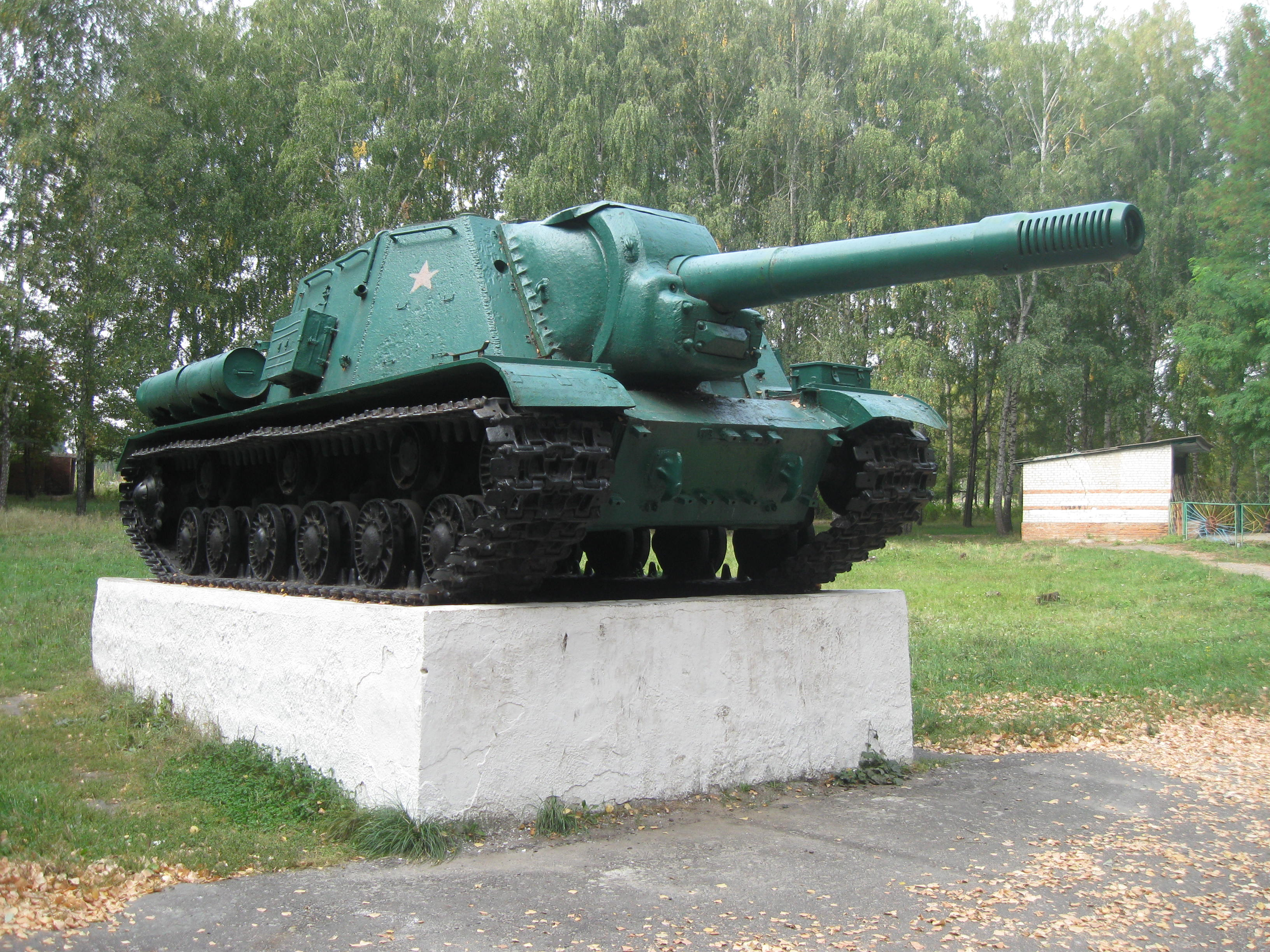

51°39′N 35°55′E / 51.650°N 35.917°E
十月區（俄语：Октябрьский район），是俄羅斯的一個區，位於該國西部，由庫爾斯克州負責管轄，面積628平方公里，2010年人口22,569，人口密度每平方公里35.94人。